# Вакатіпу
Озеро Вакатіпу (англ. Lake Wakatipu) — внутрішнє озеро (озеро фінгер) на Південному острові Нової Зеландії. Воно знаходиться в південно-західній частині регіону Отаго, недалеко від кордону із регіоном Саутленд. Назва: Озеро Wakatipu походить від оригінальних слів мови маорі Whakatipu-wai-Māori.

## Географія

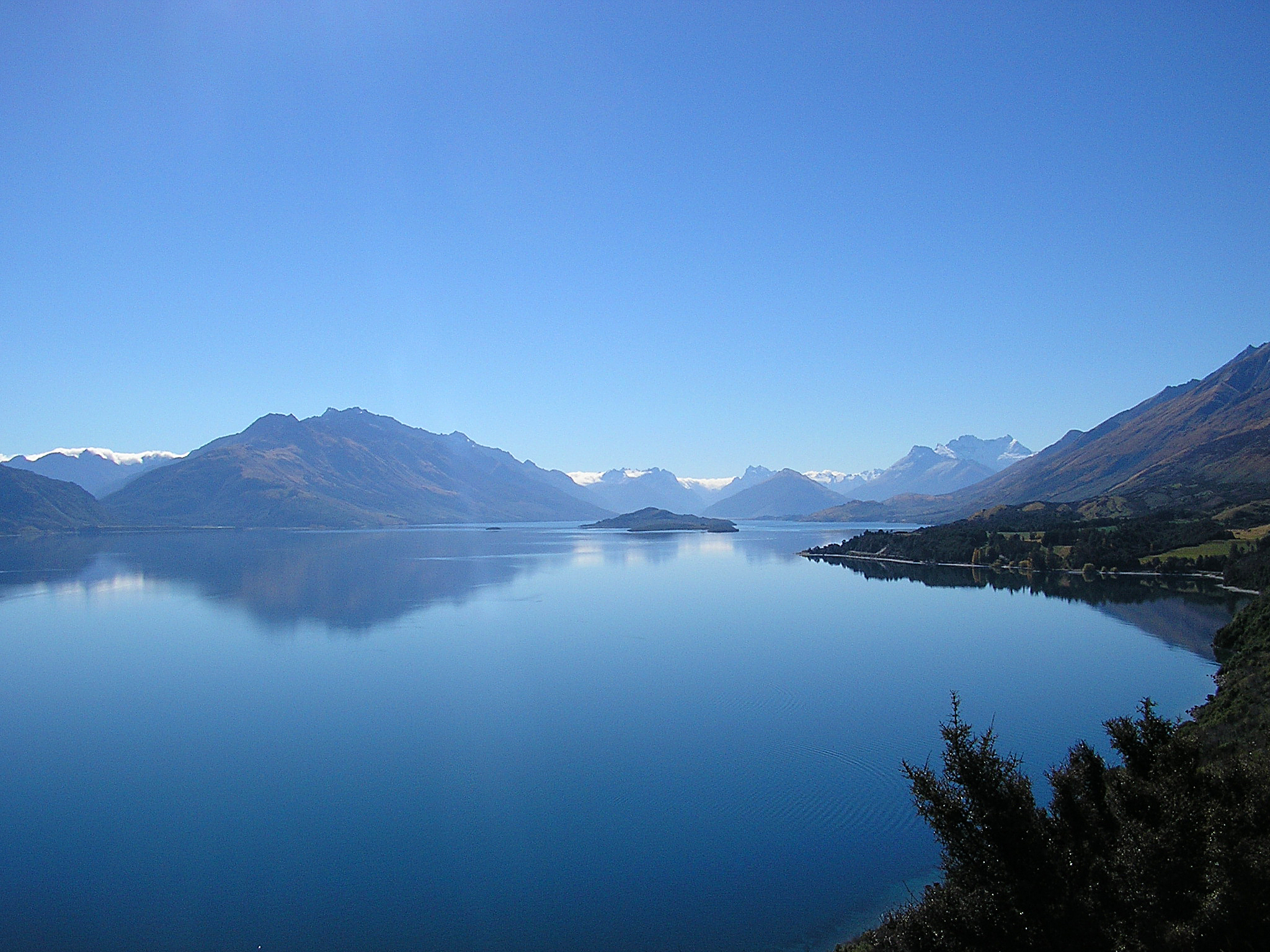
Вид на озеро Вакатіпу з дороги Квінстаун-Ґленорчі

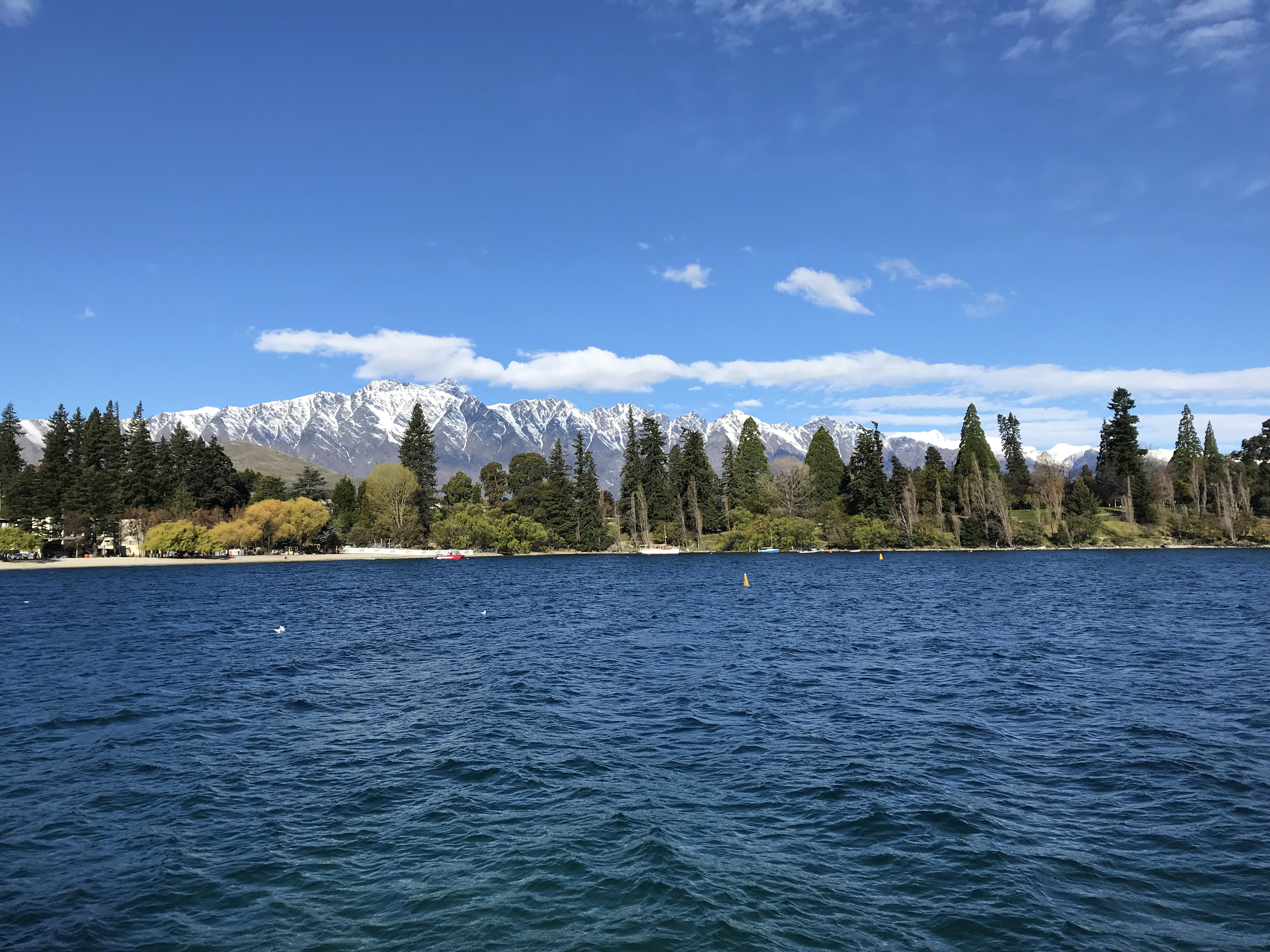
Вакатіпу на фоні гір Ремаркаблес

Озеро має протяжність близько 80 кілометрів (це найдовше озеро Нової Зеландії) при максимальній ширині до 5-6 км, і площу 291 км2, за цим показником воно третє після озер Таупо (616 км²) та Те-Анау (344 км²). Озеро також дуже глибоке, його дно знаходиться на 70 м нижче рівня моря, максимальна глибина — 380 м, середня — 230 м. Його поверхня знаходиться на висоті 310 м, і воно розташоване у південній частині Південних Альп. В плані озеро має форму букви «S» або зворотної (перевернутої) букви «N» («собача нога»). Річка Дарт впадає в північний кінець озера. Від гирла річки озеро простягається на південь — південний схід приблизно на 30 кілометрів, перш ніж різко повернути на схід — північний схід. Через двадцять кілометрів, воно знову круто повертає на південь, досягаючи свого південного кінця через 30 км поблизу містечка Кінгстон. Живлення озера переважно льодовикове.
З озера витікає річка Каварау, що витікає з єдиного рукава озера, Франктон Арм, 8 км на схід від Квінстауна. Приблизно 18 000 років тому річка Матаура також витікала з південного рукава озера Вакатіпу. Флаєр Кінгстон проходить частиною колишнього русла цієї річки, тепер заблокованого льодовиковою мореною. Місто Квінстаун знаходиться на північно-східному березі озера біля східного кінця його середньої частини. Тут відбувається явище, яке одержало назву сейш з періодом коливання 26,7 хвилин, що призводить до того, що рівень води в затоці Квінстауна піднімається і падає приблизно на 200 мм.
Озеро Вакатіпу славиться своєю мальовничою красою, оточене горами. Гірський масив Ремаркаблес лежить уздовж його південно-східного краю. Цей район є популярним місцем для пригодницького туризму, лижного спорту, парапланеризму, банджі-джампінгу і пішохідного туризму в межах легкої досяжності. Вінтажний пароплав, TSS Earnslaw регулярно курсує водами озера. Поруч у громаді Гіббстон є кілька виноградників.
З усіх боків озеро оточене високогірною місцевістю з найвищою вершиною, яка розташована поблизу, — горою Ернслав (2819 м, гірський хребет Форбс, Південні Альпи), що розташована за 50 км на північ від гирла річки Дарт. На південно-західному узбережжі озера (на південь від Квінстауна) розташована доволі примітна гора Сесіл Пік (1978 м).

## Етимологія

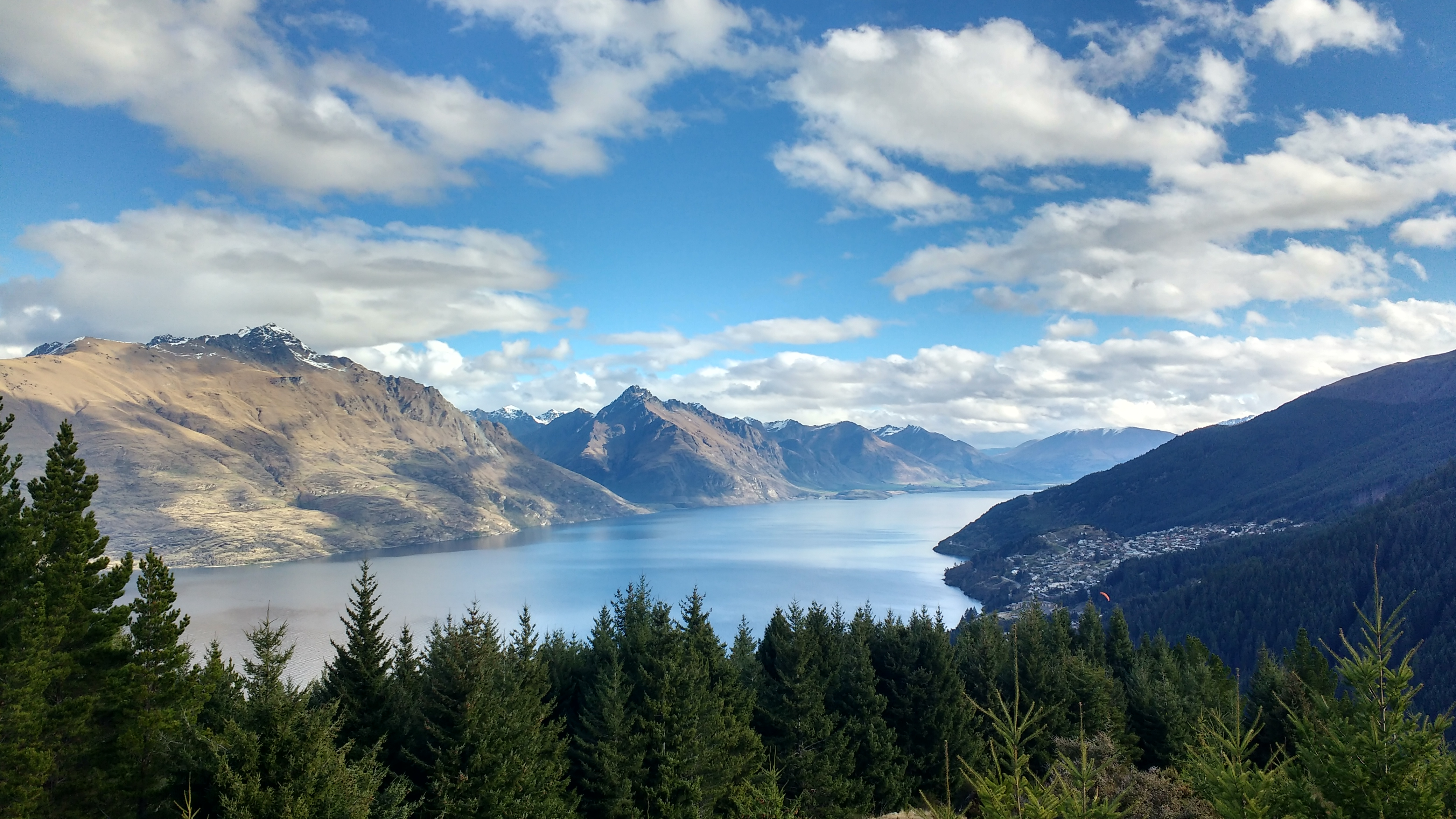
Озеро Вакатіпу з пагорба Квінстауна

Повна оригінальна назва озера: Вакатіпу-вай-Маорі (Whakatipu-wai-Māori).
Вважається, що назва озера походить від народу вайтаха, який згодом був витіснений народом каті мамое. Старійшини сучасного нгаї таху кажуть, що хоча ім'я Вакатіпу є архаїчним, а його початкове значення є загадкою, whaka означає причинний ефект, а tipu означає зростання. Тому Вакатіпу може означати «зростаюча затока», якщо оригіналом був Whakatipu, а h випала в південного маорійському діалекті. Діалект також відомий тим, що скидає кінцеві голосні. Waka також може означати «порожнистий». Wakatipua або Whakatipua (каное / затока духів) були зафіксовані історично, як і Wakatapu (священна посудина).
Вакатіпу — це також назва ще шести непов'язаних з озером географічних об'єктів на Південному острові, включаючи Tarahaka Whakatipu — сідло Гарріса на початку маршруту Роутебурн; Whakatipu Katuka — річка Голліфорд та її долина; і Whakatipu Kohurangi — затока Маорі в Пелорус-Саунд, регіон Мальборо.
Легенда говорить, що ложе озера утворилося, коли гігантський огр Копу-вай був спалений уві сні, залишивши після себе тільки своє серце, що, згідно з тією ж легендою, є причиною ритмічного підйому і опускання сейшу озера.

## Затоплення

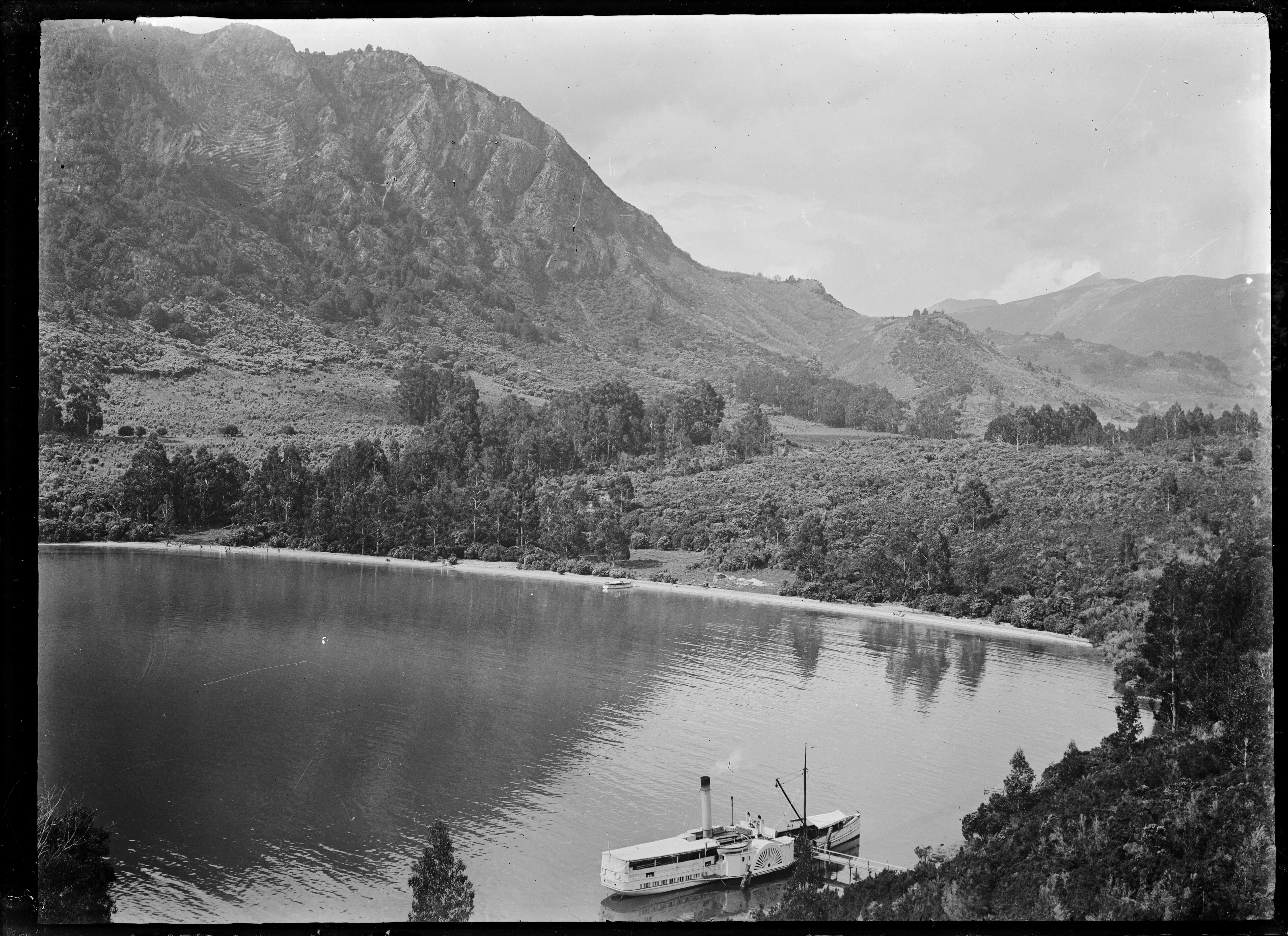
Веслярний пароплав Альпініст біля пристані Ельфін-Бей на озері

Озеро Вакатіпу періодично зазнавало впливу повеней що суттєво наносять збитки прибережним громадам Кінгстона, Ґленорчі та Квінстауна. Помітними були повені такі як: повінь 1878 року в Квінстауні, яка зачепили значну частину віддалених районів Квінстауна та Отаго, повінь 1995 року в Квінстауні, і особливо сильна повінь в Квінстауні 1999 року, які суттєво пошкодили центральний діловий район міста та дорожню інфраструктуру, що призвело до приблизно 50 мільйонів доларів США збитків.

## Дика природа
Озеро Вакатіпу є середовищем проживання вугрів довгопірних (екземпляр, виловлений в 1886 році, є найбільшим із відомих з цього вид), коричневої форелі, лосося та райдужної форелі. Ці та інші риби є їжею для хижаків, таких як баклан. Чорнодзьоба чайка часто зустрічається навколо озера, тоді як найпоширенішими птахами є чорнодзьоба чайка та завезений крижень. Присутній більш менший птах, який часто не помічається через його розмір — це новозеландська чернь.

## У популярній культурі

### Фільм
Озеро Вакатіпу має багато географічних подібностей з озером Лох-Несс. Тому воно було зняте як знаменитий шотландський Лох-Несс у фільмах:
- «Водяний кінь: Легенда глибин» (2007) і був одним з головних місць зйомок цього фільму[15].
- А також як фон для декількох сцен з фільму «Володар кілець: Братство кільця», зокрема Ґондор в Середзем'ї.

### Телебачення
- Це однойменне озеро у телевізійному серіалі «Топ озер» BBC (2013)[16].

## Галерея
| Квінстаун, веселка над озером Вакатіпу, гори Ремаркаблес (ліворуч). | Озеро Вакатіпу. Південний острів, Нова Зеландія. | Озеро Вакатіпу на фоні гір Ремаркаблес. Квінстаун, Нова Зеландія. | Марка Нової Зеландії 2 пенси, синього кольору, 1898 року (озеро Вакатіпу). |